# Francisco García Pavón
Francisco García Pavón (Tomelloso, Ciudad Real, 24 de septiembre de 1919 - Madrid, 18 de marzo de 1989) fue un escritor y crítico literario español, famoso por sus novelas policiacas protagonizadas por Plinio, jefe de la policía local de Tomelloso.

## Biografía
Doctor en Filosofía y Letras por la Universidad de Madrid con una tesis sobre Leopoldo Alas Clarín como narrador. Mientras hacía las prácticas de la milicia universitaria en Oviedo, escribió su primera novela, Cerca de Oviedo, que quedó finalista del Premio Nadal en 1945, en la segunda edición del premio, tras la primera ganada por Carmen Laforet con Nada, quien precisamente animó a García Pavón a presentarse al citado premio literario. Profesor en la Real Escuela Superior de Arte Dramático de Madrid. Cultivó la novela, el ensayo y la crítica teatral, pero destaca en especial por sus relatos, en los que era un maestro que hay que situar al lado del otro gran modelo de este género en su época, Ignacio Aldecoa. Están narrados en un cuidado estilo de raigambre cervantina y atentos al detalle costumbrista. Con ellos ha ganado varios premios, en especial uno de El Correo Literario, otro de Meridiano y el de la revista Ínsula, por citar solamente algunos. 
El público lo apreció, sobre todo, como creador de un peculiar detective literario en la figura del Jefe de la Policía Local de Tomelloso, conocido por Plinio; este, con la eficaz ayuda de su "Watson" particular, don Lotario, veterinario del pueblo, resuelve eficazmente todo tipo de casos que se presentan en la localidad manchega y alrededores, desde asesinatos a robos de jamones. Enfoca el género conocido como novela policíaca como una mezcla de lo estrictamente policíaco con elementos costumbristas y crítica social hasta donde era posible en la época. Eso le da pues un particular lugar en la historia de la novela negra española.
Dentro de la serie de Plinio destacan: Relatos de Plinio; Vendimiario de Plinio; Las Hermanas Coloradas (1969), Premio Nadal, novela que versa sobre la ocultación de un perseguido político tras la guerra civil española en la España de posguerra; El rapto de las Sabinas, novela que obtuvo el Premio Nacional de la Crítica también en 1969; Voces en Ruidera; El reinado de Witiza, etc. Este personaje llegó a ser muy popular tras emitirse en 1971 una serie de televisión con sus andanzas, protagonizada por el actor Antonio Casal.
Otras obras suyas, fuera del género policiaco, son Cerca de Oviedo (1945), primera de sus novelas y donde se satiriza la vida en una ciudad provinciana. Empezó a recoger sus relatos en Cuentos de mamá (1952), Cuentos republicanos (1961), Los liberales (1965), Los nacionales (1977) y El tren que no conduce nadie (1979). En ellos aparecen personajes, recuerdos y semblanzas de su vida. Por otra parte, La guerra de los dos mil años (1967) constituye un acercamiento al género fantástico y de ciencia ficción. Fundó en 1961, y dirigió también, la revista trimestral de estudios regionales La Mancha.
El edificio de la Facultad de Letras de Ciudad Real (Universidad de Castilla-La Mancha) se llama Francisco García Pavón, al igual que un instituto de educación secundaria de Tomelloso. En Madrid, residió en la calle de Augusto Figueroa.
El Ayuntamiento de Tomelloso concede anualmente el "Premio de Narrativa Francisco García Pavón".
Es padre de la escritora Sonia García Soubriet (n. 1957).

## Obras

### Ficción

#### Novela
- Cerca de Oviedo (1945, Destino). Finalista de la II edición del Premio Nadal de 1945.

#### Libros de relatos
- Cuentos de mamá (1952, reeditado por Destino)
- Las campanas de Tirteafuera (1955, ediciones Puerta del Sol)
- Cuentos republicanos (1961, Taurus), 20 relatos,  1.ª parte de la trilogía sobre la Guerra Civil.
- Los liberales (1965, Destino)  2.ª parte de la trilogía sobre la Guerra Civil.
- España en sus humoristas (1966)
- La guerra de los dos mil años (1967), 20 relatos de género fantástico y ciencia ficción ("El reencuentro", "El cementerio capitoné", "El rodeo", "Las tres calles", "Donde empieza el otoño", "El avión en paz", "Un paseo por el campo", "El mundo transparente", "Los judíos", "La fiesta nacional", "Los andamios", "Tablado flamenco", "Coches para todo terreno", "El pecado", "Televisión del pasado", "El velorio", "El sueño cortado", "Palabras prohibidas", "El paso de las aceitunas" y "La cueva de Montesinos").
- Cuentos sueltos (1974)
- La cueva de Montesinos y otros relatos (1974), recopilatorio.
- Confidencias 1916 (1976, Confederación Española de Cajas de Ahorros), X Concurso de Cuentos "Hucha de Oro".
- Los nacionales (1977)  3.ª parte de la trilogía sobre la Guerra Civil.
- El tren que no conduce nadie (1979, Fundación de los Ferrocarriles españoles), III Premio de Narraciones Breves "Antonio Machado".
- Cuentos (Alianza Editorial, 1981). En dos volúmenes.

#### Novelas y relatos con el personaje de Plinio
Varias de sus novelas, novelas cortas y relatos tienen a Plinio como protagonista; las más antiguas ambientadas en Madrid durante la dictadura de Primo de Rivera, las últimas en Tomelloso durante la época franquista.
Obras ambientadas durante la dictadura de Primo de Rivera (1923-1930)
1. El Quaque (1953, revista Ateneo), relato (recogida en 1955 el volumen Las campanas de Tirteafuera y en 1970 en Nuevas historias de Plinio).
2. Los carros vacíos (1965, Alfaguara), novela corta (recogida en 1970 en el volumen Nuevas historias de Plinio).
3. Los jamones (1965, Destino), relato (recogida en 1965 en el libro de relatos Los liberales y en 1970 en el volumen Nuevas historias de Plinio).
4. Historias de Plinio (1968, Plaza & Janés), 2 novelas cortas:
  - El Carnaval (1968), novela corta.
  - El charco de sangre (1968), novela corta.

Obras ambientadas en Tomelloso durante la dictadura de Francisco Franco (1939-1975)
1. El reinado de Witiza (1968, Destino), novela. Finalista del Premio Nadal de 1967.
2. El rapto de las Sabinas (1968, Destino), novela. Premio de la Crítica de narrativa de 1969.
3. Las Hermanas Coloradas (1969, Destino), novela. Premio Nadal de 1969.
4. Nuevas historias de Plinio (1970, Destino), 1 novela corta y 2 relatos ya publicados anteriormente, y 5 relatos inéditos:
  - novela corta ya publicada: "Los carros vacíos".
  - relatos ya publicados: "El Quaque", "Los jamones".
  - relatos inéditos: "El huésped de la habitación número cinco", "El caso de la habitación soñada", "Echaron la tarde a muertos", "Las desilusiones de Plinio" y "Muerte y blancura de Baudelio Perona Cepeda".
5. Una semana de lluvia (1971, Destino), novela.
6. Vendimiario de Plinio (1972, Destino), novela.
7. Voces en Ruidera (1973, Destino), novela.
8. El último sábado (1974, Destino), 10 relatos inéditos:
  - relatos: "El último sábado", "Las fresas del Café Gijón", "Los sueños del hijo de Pito Solo", "Fecha exacta de la muerte de Polonio Torrijas", "Sospechas anulares de Plinio", "La esquela mortuoria", "Detalles sobre el suicidio de Arnaldo Panizo", "Un crimen verdaderamente perfecto", "Una tarde sin faena de Plinio y don Lotario" y "La bella comiente".
9. Otra vez domingo (1978, Sedmay), novela.
10. El caso mudo y otras historias de Plinio (1980, Alce), 1 relato inédito, y 1 novela corta y 7 relatos ya publicados anteriormente.
  - relato inédito: "El caso mudo".
  - novela corta ya publicada: "Los carros vacíos".
  - relatos ya publicados: "El Quaque", "Los jamones", "El huésped de la habitación número cinco", "El caso de la habitación soñada", "Echaron la tarde a muertos", "Las desilusiones de Plinio" y "Muerte y blancura de Baudelio Perona Cepeda".
11. El hospital de los dormidos (1981, Cátedra), novela.
12. Cuentos de amor... vagamente (1985, Destino), 2 relatos inéditos:
  - relatos: "Pan caliente y vino fuerte, mi muerte" y "El roncador".

Compilaciones
- Plinio, casos célebres (2006, Destino), incluye 3 novelas ("Las Hermanas Coloradas", "El reinado de Witiza" y "El rapto de las Sabinas") y un libro de relatos ("El último sábado").
- Plinio. Primeras novelas (2007, Rey Lear), incluye sus 3 primeras novelas cortas de 1965 a 1968 ("Los carros vacíos", "El Carnaval" y "El charco de sangre").
- La cocina de Plinio (2009, Rey Lear), libro de cocina con todas las recetas que aparecen en sus obras (recetas del cocinero Miguel López Castanier, edición de su hija Sonia García Soubriet e ilustraciones de Kim).
- Plinio. Todos los cuentos (2010, Rey Lear), incluye todos sus relatos.

### No ficción

#### Historia
- Historia de Tomelloso: [1930-1936] (1955, Gráfica Sánchez; 3.ª edición revisada y ampliada en 1998 de Ediciones Soubriet)

#### Ensayos y crítica social
- Tres ensayos y una carta (1951, Imprenta El Santo Escapulario)
- La Mancha que vio Cervantes (1954-55, Cuadernos de Estudios Manchegos, n.º VII)
- El paisaje en la poesía de Juan Alcaide
- Antología de cuentistas españoles contemporáneos (1939-1966) (1959, Gredos)
- Teatro social en España (1962, Taurus)
- Textos y escenarios (1971, Plaza & Janés)
- Ya no es ayer (1976, Destino)

#### Artículos
- Nuevos artículos de costumbres (1972, Prensa Española)
- El jardín de las boinas (1980, editorial Latina)
- Mis páginas preferidas (1983, Gredos)